# Anchotatus janinae
Anchotatus janinae är en insektsart som först beskrevs av Liana 1972.  Anchotatus janinae ingår i släktet Anchotatus och familjen Proscopiidae. Inga underarter finns listade i Catalogue of Life.